# Xestocephalus binatus
Xestocephalus binatus är en insektsart som beskrevs av Cai och He. Xestocephalus binatus ingår i släktet Xestocephalus och familjen dvärgstritar. Inga underarter finns listade i Catalogue of Life.